# Dazzle Ships
Albums de Orchestral Manoeuvres in the Dark
Architecture & Morality
(1981) Junk Culture
(1984)
Dazzle Ships est le quatrième album studio du groupe Orchestral Manoeuvres in the Dark, réalisé en 1983.
Il s'agit d'un album expérimental, avec des morceaux plus surprenants les uns que les autres. L'album contient encore des singles électro-pop tels que Genetic Engineering et Telegraph, mais également d'autres morceaux basés sur des extraits radio, des sons digitaux ou des samples vocaux, ainsi que des mélodies plus calmes et éthérées comme International et The Romance of the Telescope dans la lignée de l'album précédent.
On notera également l'implication politique ou économique de la majorité des morceaux.
La pochette de l'album reprend un motif créé par le peintre Edward Wadsworth.

## Liste des pistes
1. Radio Prague – 1:18
2. Genetic Engineering – 3:37
3. ABC Auto Industry – 2:06
4. Telegraph – 2:57
5. This Is Helena – 1:58
6. International – 4:25
7. Dazzle Ships (Parts II, III & VII) – 2:21
8. The Romance of the Telescope – 3:27
9. Silent Running – 3:34
10. Radio Waves – 3:45
11. Time Zones – 1:49
12. Of All the Things We've Made – 3:27